# Farblexem
Farblexeme sind die semantischen Grundeinheiten zur Bezeichnung von Farben (schwarz, weiß, rot usw.).

Das Spektrum der Farben ist physikalisch betrachtet kontinuierlich, wird aber sprachlich in diskrete lexikalische Morpheme zerlegt, was den Vergleich von Farblexemen in verschiedenen Sprachen für die Linguistik besonders interessant macht. Die Frage, die sich dabei stellt ist, ob die mit den jeweiligen Lexemen gemeinten Bereiche des Spektrums willkürlich gesetzt, also kultureller Natur sind oder universell, also in allen Sprachen annähernd deckungsgleich, was für ein physiologisch bedingtes lexikalisches Muster spräche.
Tatsächlich lassen sich in vielen Sprachen grundlegende, also nicht zusammengesetzte Farblexeme finden, für die in anderen kein genaues Gegenstück existiert. So gibt es im Lateinischen keine Lexeme für grau und braun, das Navajo hat ein gemeinsames Lexem für blau und grün, aber zwei für schwarz (bezogen auf Dunkelheit und dunkle Gegenstände), im Russischen gibt es kein blau, stattdessen die zwei Farben sinij (синий) und goluboj (голубой) für dunkelblau und himmelblau. In einigen Sprachen kommen nur sehr wenige Farblexeme vor, so im Hochland von Neuguinea, wo einige Völker nur zwischen schwarz und weiß unterscheiden.
Trotz solcher Überschneidungen, Verschiebungen und Lücken kamen B. Berlin und P. Kay 1969 bei einer Untersuchung der Farbsysteme von 98 Sprachen zu dem Schluss, dass ein universelles Inventar von elf grundlegenden Farbkategorien existiere, das je nach Sprache entweder vollständig oder in fester Rangfolge teilweise ausgeschöpft wird. Als „grundlegend“ zählten sie nur Begriffe, die nicht zusammengesetzt, allgemein gebräuchlich, allgemein anwendbar und nicht in einer anderen Farbe enthalten sind. Ihrer Untersuchung zufolge besitzen Sprachen immer auch die skizzierte Implikationshierarchie.
Demnach kennt z. B. eine Sprache, die blau kennt, auch gelb und grün. Und wenn eine Sprache gelb und grün kennt, dann kennt sie auch rot, weiß und schwarz. Die Spannweite der in einer Sprache verwendeten Farblexeme reicht dabei von zwei wie bei einigen Papua-Sprachen bis elf, wie im Deutschen (bzw. zwölf im russischen).
Auffallend ist dabei die annähernde Entsprechung der ersten sechs Farbkategorien zum Aufbau der menschlichen Netzhaut (Stäbchen für die Hell-Dunkel-Wahrnehmung, Zapfen für die Farben rot, grün und blau) und zu den sogenannten Grundfarben.
Das Konzept von Berlin und Kay ist nicht unumstritten und wohl vereinfachend, die Untersuchung hat aber dennoch umfassende sprachübergreifende Ähnlichkeiten im Gebrauch von Farblexemen nachweisen können.
Berlin und Kay interpretierten ihren Befund nicht nur synchron als sprachtypologische Erscheinung, sondern auch als historisches Entwicklungsmodell mit sieben Sprachstadien (Stages I – VII).
Diese Hypothese wird seit 2002 an der Universität Konstanz neben vielen anderen sprachtypologischen Arbeitshypothesen im Rahmen des Projekts The Universals Archive getestet.  Berlin und Kays Ansichten stießen bei Ethnologen und Sprachrelativisten auf Kritik und wurden daraufhin von Kay und anderen Sprachuniversalisten modifiziert. Kritisiert wurden die Ausklammerung kulturspezifischer Faktoren, der anglozentrische Ansatz und die arbiträren, teils widersprüchlichen Kriterien für die Identifizierung der Grundwörter.
Aspekte des Berlin/Kayschen Modells (der Begriff eines begrenzten Inventars von Grundfarbennamen) wurden häufig von germanistischen Linguisten akzeptiert, typischerweise aber mit signifikanten Modifikationen, so beispielsweise bei Caroline Kaufmann. Aufgrund von zwölf dem deutschen Sprachsystem eigens zugeschnittenen Kriterien identifizierte Kaufmann ein Inventar von lediglich acht Grundfarbadjektiven (blau, braun, gelb, grau, grün, rot, schwarz, weiß), daneben acht Zwischenfarbadjektive (rosa, pink, orange, türkis, lila, violett, purpur, beige).